# Radegunda
Radegunda (také Radikunda, Raicunda nebo Ranikunda) (5. století? - kolem 510?) byla langobardská královna, manželka krále Wachona. Pocházela z kmene Durynků. Její otec byl durynský král Bisinus, matkou byla Menie, pocházející z kmene Langobardů.
Měla tři bratry pojmenované Herminafried, Bertachar a Baderich, kteří si po smrti svého otce rozdělili království mezi sebou. Radegunda odešla s matkou k Langobardům. Kolem roku 510 se provdala za langobardského krále Wachona, ale krátce nato zemřela.